# キヤノンイメージングシステムズ
キヤノンイメージングシステムズ株式会社（CANON IMAGING SYSTEMS INC.）は、新潟県新潟市中央区に本社を置く、キヤノン製品のソフトウエア/ファームウエア開発及び品質評価を行う企業である。
品質保証サービスにおいて、ISTQB® Platinum Partnerに認定されている。2022年4月、DX認定を取得した。

## 沿革
- 1990年（平成2年）- 新潟市東万代町に新潟キヤノテック株式会社を設立。資本金1億円[7]。
- 1996年（平成8年）- 新潟市米山に本社を移転。
- 1999年（平成11年）
  - 東京営業所を開設。
  - キヤノンマーケティングジャパンの子会社となる。
- 2005年（平成17年）- キヤノンの子会社となる。キヤノンイメージングシステムテクノロジーズ株式会社に社名変更[8]。
- 2006年（平成18年）- 新潟市笹口に本社機能を移転。
- 2007年（平成19年）- キヤノンイメージングシステムズ株式会社に社名変更。
- 2013年（平成25年）- 川崎事業所を移転し、溝の口事業所に名称変更。
- 2016年（平成28年）- 溝の口事業所を移転し、小杉事業所に名称変更。
- 2018年（平成30年）
  - キヤノンアイテックと合併。
  - Canon Information Technologies Philippines, Inc.が関係会社となる[9]。
  - 小杉事業所を移転し、東京事業所に名称変更。

## 事業内容
出典

### ソフトウェア開発
- プリンタードライバー（Windows、Mac OS、Linuxなど）、プリントユーティリティ
- スマートフォン アプリケーション
- インクジェットプリンター／デジタルカメラ バンドルアプリケーション（Windows、Mac OS） など

### ファームウェア開発
- プリンターファームウェア
- 動画関連ファームウェア
- ネットワークカメラファームウェア　など

### ハードウェア開発
- プリンターコントローラー
- インターフェースコントローラー
- キヤノン製品の周辺機器　など

### 研究開発
- 業界動向に注目した新規技術および差別化技術の調査・研究開発
- 組み込み技術、インターフェース技術、Web技術　など

### 技術評価・品質保証
- ソフトウェア・ハードウェア製品の第三者品質検証、技術検証、規格認証
- 評価技術開発（テスト設計技術、脆弱性評価技術）

### 特許
- キヤノン製品の設計段階における第三者特許調査
- 特定技術分野での米国特許（USP）調査
- 特定開発プロジェクトでの特許提案活動

### 企画・販売
- 自社製品やOEM/ODM製品の企画と販売

### ユーザーサポート
- 自社製品コールセンター
- 市場品質へのサポート推進

## 製品

### バーコードソフトウェア
- バーコードTrueTypeフォント BT-F1[11]
- バーコードプリントユーティリティー[12]
- 2DCodeMaker TD-C1[13]
- 2DCodeMaker Expert[14]
- 2DCodeMaker Development Kit for QR Code[15]
- GS1-128 for 標準料金代理収納[16]

## 事業所
出典
本社
新潟県新潟市中央区笹口1-2 プラーカ2
開発センター
新潟県新潟市中央区米山1-24 新潟駅南センタービル
東京事業所
東京都大田区下丸子2-5-15